# Friedrichstal (Radeberg)
Die Siedlung Friedrichstal (auch: Friedrichsthal) ist eine Gemarkung der Großen Kreisstadt Radeberg im Landkreis Bautzen, Sachsen, ohne eigenen Ortsteilstatus.

## Geographie
Das Friedrichstal liegt im Norden des Stadtgebiets von Radeberg. Benachbarte Gemarkungen sind das Heinrichsthal im Osten und Lotzdorf im Westen. Etwa einen Kilometer weiter südlich erstreckt sich die Radeberger Innenstadt. Nordwestlich des Friedrichstals liegt der Wachauer Ortsteil Feldschlößchen, nördlich das Waldgebiet Landwehr.
Das Gebiet Friedrichstal selbst besteht im Wesentlichen aus der Siedlung Friedrichstal mit ihren etwa zehn Wohnhäusern. Die Zufahrt dorthin ist nur über die Christoph-Seydel-Straße und den Feldhausweg möglich. Der Friedrichstaler Weg, eine schmale Allee aus Pappeln und Eschen, führt als Fußweg von der Pulsnitzer Straße aus nach Norden in die Gemarkung. An den ÖPNV ist Friedrichstal über die Buslinie 28 des Regionalbus Oberlausitz angebunden, die Busse halten an der Christoph-Seydel-Straße.
Landwirtschaftlich genutzte Flächen umgeben das Friedrichstal, zu dem auch eine Parkanlage mit altem Baumbestand gehört. Rund um die Siedlung Friedrichstal verlaufen mit Käse-, Landwehr- und Hofegrundbach mehrere kleine Fließgewässer, deren Wasser in die Große Röder (Weiße Röder) münden. In den Wiesen der näheren Umgebung waren früher der Große Teich, der Vogelteich und vier kleinere Weiher angestaut.

## Geschichte

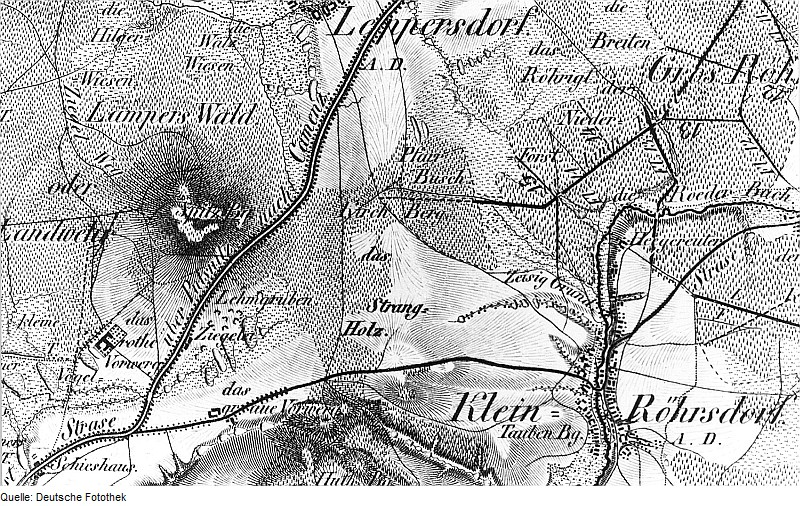
„das rothe Vorwerg“ auf einer Karte aus dem 19. Jahrhundert

Bereits im 17. Jahrhundert war Friedrichstal ein Vorwerk. Dieses gehörte zur Gerichtsbarkeit des Amtes Radeberg, nicht zur Stadt Radeberg. Amtssitz war das Schloss Klippenstein. Friedrichstal war somit ein Vorwerk des Amtes Radeberg und diente landwirtschaftlichen Zwecken. Es trug, wohl wegen seiner damaligen Fassadenfarbe, den Namen „Rothes Vorwerk“ – im Unterschied zum „Grauen Vorwerk“, dem nahen Heinrichsthal. Auf der Sächsischen Generalstabskarte von Isaak Jacob von Petri von 1759, Blatt 8A, ist es als „Wichmanshausen“ bezeichnet. Besitzer war ab 1751 der Wirkliche Hof- und Justizrat am Königlich Polnischen und Chursächsischen Hofe Rudolf Albrecht von Wichmannshausen, 1756 bis 1761 besaß Regine Margarete von Wichmannshausen das Vorwerk.
Seinen heutigen Namen trägt es wahrscheinlich nach Friedrich von Fröden, der es am Ende des 18. Jahrhunderts besaß. Von Fröden war sächsischer Ober-Zeugmeister im Range eines Generalmajors zu Dresden und eng mit den Besitzern der nahegelegenen Arnoldsmühle (spätere Hüttermühle), der Müllerfamilie Arnold, verbunden. In Anerkennung und Würdigung der Wohltätigkeit und gemeinnützigen Gesinnung Johann Gottfried Arnolds ließ von Fröden 1790 unweit der Mühle den Arnhold-Gedenkstein errichten.
Der Landwirt und Agrarreformer Heinrich August Blochmann erwarb 1845 das Gut, er verstarb dort 1851, wurde aber auf dem Dresdner Trinitatisfriedhof beigesetzt. Nach seinem Tod wurde sein Schwiegersohn Eduard Friedrich von Rechenberg Eigentümer von Friedrichstal. Um 1847 war der Agrarwissenschaftler Julius Kühn als Gutsverwalter in Friedrichstal tätig.

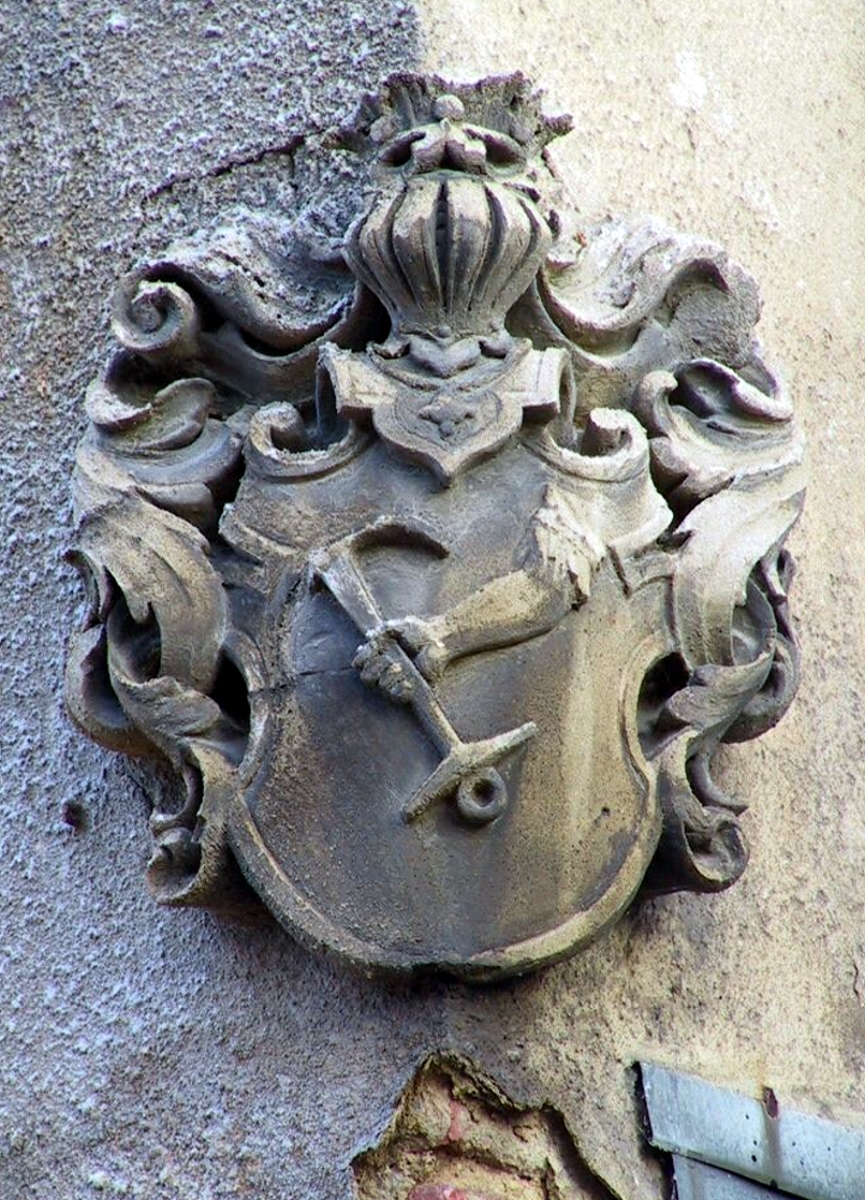
Wappen der Familie Lahmann am Herrenhaus Friedrichstal Radeberg

Der Arzt und Naturheiler Heinrich Lahmann kaufte Friedrichstal 1894 vom Vorbesitzer Alfred Pilz, der 1896 auf seinem Ruhesitz in der Lößnitz verstarb. Es war weiterhin ein Landwirtschaftsbetrieb, um den herum sich eine Gutssiedlung entwickelte. Das Gut diente Lahmann als Wohnstätte und vor allem als „Landwirtschaftlicher Betrieb von Dr. Lahmann's Sanatorium. Weisser Hirsch bei Dresden“, er wies das Gut noch als „Vorwerk Friedrichsthal“ aus. Zur Versorgung seines Sanatoriums auf dem Weißen Hirsch ließ Lahmann hier eine große Obstplantage anlegen. An der dem Hauptzugang zum Friedrichstal zugewandten Herrenhaus-Fassade ließ Lahmann das in Stein gehauene Wappen der ursprünglich aus Bremen stammenden Familie anbringen.
Zum Gut Friedrichstal gehörten 134 Hektar Ländereien, darunter 40 Hektar Ackerland, 30 Hektar Wiesen und Weiden, 25 Hektar Forst sowie je vier Hektar Garten und Park bzw. Wohngebäude und Wege. Im Friedrichstal wurden in großem Umfang Rinder-, Schweine- und Geflügelzucht sowie Gartenbau betrieben. In ihrem Privatbesitz in Friedrichstal empfingen die Lahmanns auch besonders bekannte Kurgäste wie die Königin von Rumänien oder den Filmstar Heinz Rühmann. Heinrich Lahmann starb 1905 auf seinem Gut Friedrichstal. Nach dem Ersten Weltkrieg zog Hans Heinrich Lahmann in das Herrenhaus ein und ließ alle Wege, die über seine Felder und Wiesen führten, teils mit Drahtzaun absperren.
Im September 1945 wurden die Besitzer des Gutshofes enteignet und ihr Land, im Zuge der Bodenreform an Neubauern, die ihre Häuser hauptsächlich im Feldhausweg errichteten,  verteilt. Ab 1950 diente das ehemalige Herrenhaus, ein schlichter, mehrfach erweiterter Bau, als Altenheim. Zunächst zogen 36 Arbeiterveteranen ein, 1970 lebten 60 Rentner darin. Wegen der hohen Bodenfeuchtigkeit wurden die Äcker und Grünflächen von 1970 bis 1971 entwässert. Ein Tornado am Pfingstmontag, dem 24. Mai 2010, verursachte im Friedrichstal erhebliche Schäden und zerstörte den alten Baumbestand am Friedrichstaler Weg fast vollständig. Das fast 20 Jahre leerstehende Herrenhaus ist nach 2012 abgerissen worden.